# Andriej Mostowoj
Andriej Andriejewicz Mostowoj (ros. Андрей Андреевич Мостовой, ur. 5 listopada 1997 w Omsku) – rosyjski piłkarz grający na pozycji pomocnika w rosyjskim klubie Zenit Petersburg oraz w reprezentacji Rosji.

## Kariera klubowa
Wychowanek stołecznych klubów CSKA (2002–2012) oraz Lokomotiwu (2012–2015). Pierwszym seniorskim klubem w jego karierze był FSK Dołgoprudny, w barwach którego zadebiutował 10 kwietnia 2016, w meczu przeciwko Znamii Trudej Oriechowo-Zujewo. W swoim debiucie zdobył również bramkę.
W następnym sezonie przeniósł się do klubu FNL FK Chimki i w ciągu dwóch sezonów rozegrał 83 mecze, w których strzelił 4 gole.
W lutym 2019 Mostowoj przeniósł się do Zenitu. Do końca sezonu grał w zespole rezerw Zenit-2, strzelając 5 bramek w 13 meczach. Przed sezonem 2019/2020 został wypożyczony na okres sezonu do beniaminka Priemjer-Ligi klubu PFK Soczi. W najwyższej klasie rozgrywkowej zadebiutował 27 lipca 2019 w wyjazdowym meczu z FK Krasnodarem, przegranym 0:3. 

## Kariera reprezentacyjna
Po raz pierwszy został powołany przez Stanisława Czerczesowa do reprezentacji Rosji na mecze Ligi Narodów UEFA przeciwko Serbii i Węgrom we wrześniu 2020. Zadebiutował 8 października 2020 w towarzyskim meczu ze Szwecją.
11 maja 2021 został powołany do szerokiego 30-osobowego składu Rosji na przełożone Mistrzostwa Europy 2020. 2 czerwca 2021 znalazł się w ostatecznym 26-osobowym składzie. W dzień rozpoczęcia mistrzostw, 11 czerwca 2021, został zastąpiony w składzie przez piłkarza Dinama Moskwa, Romana Jewgienjewa, ze względu na zakażenie COVID-19.

## Statystyki kariery
| Klub               | Sezon              | Liga               | Liga    | Liga   | Puchar kraju | Puchar kraju | Kontynentalne | Kontynentalne | Suma    | Suma   |
| Klub               | Sezon              | Poziom             | Występy | Bramki | Występy      | Bramki       | Występy       | Bramki        | Występy | Bramki |
| ------------------ | ------------------ | ------------------ | ------- | ------ | ------------ | ------------ | ------------- | ------------- | ------- | ------ |
| FSK Dołgoprudny    | 2015/16            | PFL                | 10      | 2      | –            | –            | –             | –             | 10      | 2      |
| FK Chimki          | 2016/17            | FNL                | 29      | 1      | 2            | 0            | –             | –             | 31      | 1      |
| FK Chimki          | 2017/18            | FNL                | 34      | 3      | 1            | 0            | –             | –             | 35      | 3      |
| FK Chimki          | 2018/19            | FNL                | 20      | 0      | 2            | 0            | –             | –             | 24      | 0      |
| FK Chimki          | Łącznie            | Łącznie            | 83      | 4      | 5            | 0            | 0             | 0             | 90      | 4      |
| Zenit-2 Petersburg | 2018/19            | FNL                | 13      | 5      | –            | –            | –             | –             | 13      | 5      |
| PFK Soczi          | 2019/20            | Priemjer-Liga      | 25      | 6      | 1            | 0            | –             | –             | 26      | 6      |
| Zenit Petersburg   | 2020/21            | Priemjer-Liga      | 26      | 6      | 1            | 0            | 5             | 0             | 33      | 6      |
| Zenit Petersburg   | 2021/22            | Priemjer-Liga      | 28      | 5      | 2            | 2            | 7             | 0             | 38      | 7      |
| Zenit Petersburg   | 2022/23            | Priemjer-Liga      | 29      | 8      | 6            | 0            | –             | –             | 36      | 8      |
| Zenit Petersburg   | 2023/24            | Priemjer-Liga      | 8       | 1      | 2            | 0            | –             | –             | 11      | 1      |
| Zenit Petersburg   | Łącznie            | Łącznie            | 91      | 20     | 11           | 2            | 12            | 0             | 118     | 22     |
| Łącznie w karierze | Łącznie w karierze | Łącznie w karierze | 222     | 37     | 17           | 2            | 12            | 0             | 257     | 39     |

## Sukcesy

### Klubowe
Zenit Petersburg
- Mistrz Rosji: 2020/2021
- Zdobywca Superpucharu Rosji: 2020